# Lok
Lok es un municipio del distrito de Levice en la región de Nitra, Eslovaquia, con una población estimada a final del año 2024 de 1072 habitantes.
Se encuentra ubicado al este de la región, cerca de los ríos Ipoly y Hron (ambos, afluentes izquierdos del Danubio) y de la frontera con la región de Banská Bystrica.

## Demografía
| Año        | 1994 | 2004    | 2014    | 2024     |
| ---------- | ---- | ------- | ------- | -------- |
| Población  | 1014 | 980     | 958     | 1072     |
| Diferencia |      | −3,35 % | −2,24 % | +11,89 % |

| Año        | 2023 | 2024    |
| ---------- | ---- | ------- |
| Población  | 1082 | 1072    |
| Diferencia |      | −0,92 % |